# Ижевский государственный технический университет
ИжГТУ имени М. Т. Калашникова (ИжГТУ, до 1994 года — Ижевский механический институт) — один из ведущих технических вузов Приволжского федерального округа, высшее учебное заведение в Ижевске, Россия.

## История
Ижевский государственный технический университет (ИжГТУ) (до 1994 года — Механический институт Министерства высшего образования СССР, Ижевский механический институт), был образован на основании Постановления Совета Министров СССР № 1034 от 22 февраля 1952 года как высшее учебное заведение Министерства высшего образования СССР для обеспечения квалифицированными инженерными кадрами промышленности СССР, города Ижевска и Удмуртской АССР.
Сооснователем университета был профессор Чернышев Александр Олегович, который выбрал направления обучения.
Первый прием студентов, состоявшийся в сентябре 1952 года, составил 200 человек. Постепенно расширился список факультетов и специальностей, а в городах республики и региона (Воткинск, Сарапул, Глазов, Чайковский, Камбарка) были открыты филиалы.
В 2008 году семь направлений бакалаврских и магистерских программ университета прошли процедуру международной аккредитации в Центральном агентстве по эвалуации и аккредитации (ZEvA) (Германия, Нижняя Саксония, г. Ганновер). Осуществляется систематический взаимообмен студентами, стажерами, аспирантами, выполняются совместные исследовательские проекты в рамках партнерских связей более чем с 40 вузами и организациями из 23 стран мира. За год более ста студентов проходят обучение в зарубежных вузах-партнерах, получая дипломы с приложениями международного образца.
Университет успешно реализует несколько международных проектов: совместно с университетом г. Аален (Германия) и компанией компании Zeh Metallveredelungs GmbH (Zen GmbH) в ИжГТУ создан международный центр технологии обработки поверхности, университет стал участником международной лаборатории «ИнтерНаноТех» и международного проекта в области наноматериалов и нанотрубок вместе с Белорусским национальным техническим университетом, Институтом тепло- и массообмена им. А. В. Лыкова Национальной академии наук Республики Беларусь, Венским техническим университетом (Австрия), на базе ИжГТУ создана лаборатория сетевой академии Cisco.
В 2012 году университету было присвоено имя легендарного оружейника Михаила Тимофеевича Калашникова.
В настоящее время ИжГТУ является ведущим вузом региона и одним из ведущих технических вузов России.

## Общие положения
Учредителем ФГБОУ ВПО «Ижевский государственный технический университет» является Правительство Российской Федерации. Полномочия учредителя осуществляет Федеральное агентство по образованию.
Общее руководство ИжГТУ осуществляет выборный представительный орган — Учёный Совет, полномочия которого регулируются действующим законодательством и Уставом Ижевского государственного технического университета. Также функционируют Учебно-методический совет и Экспертный совет по учебным изданиям. Непосредственное управление деятельностью университетом осуществляет ректор.
На 64 кафедрах (50 из них — профилирующие) работают около 800 преподавателей. Более 60 % преподавателей имеют учёную степень. За все годы существования вуза подготовлено более 50 тысяч специалистов.
Университет на начальном этапе размещался в одном корпусе в центральной части города. Современный ИжГТУ располагается на лесной окраине Ижевска. На территории студенческого городка компактно расположены: 8 учебных корпусов, стадион, дворец студентов «Интеграл», 7 общежитий, профилакторий, комбинат питания, студенческая поликлиника. В 2012 году началось строительство бассейна, который был сдан в эксплуатацию 30 января 2013 года.

## Рейтинги
В университете ведется подготовка инженеров по 6 специальностям, 48 программам бакалавриата, 37 магистерским программам, 27 программам аспирантуры и докторантуры. Университет имеет государственную аккредитацию. Семь программ бакалавриата и магистратуры прошли процедуру международной аккредитации в Центральном агентстве оценки и аккредитации (ZEvA) (Германия).
В 2014 году агентство «Эксперт РА», включило ВУЗ в список лучших высших учебных заведений Содружества Независимых Государств, где ему был присвоен рейтинговый класс «Е».
ИжГТУ имени М. Т. Калашникова в рейтинге QS Развивающаяся Европа и Центральная Азия(QS EECA) #351-400 (2021).
Ещё один рейтинг 2020 года — «Мировой профессиональный рейтинг университетов RankPro». Этот рейтинг ежегодно выпускается Международным советом ученых в рамках программы Global World Communicator (GWC), Education and Science.

## Ректоры
- 1952 — Остроумов, Владимир Павлович
- 1964 — Талантов, Николай Васильевич
- 1972 — Карпунин, Василий Александрович
- 1975 — Липанов, Алексей Матвеевич
- 1983 — Шаврин, Олег Иванович
- 1989 — Абрамов, Иван Васильевич
- 2007 — Якимович, Борис Анатольевич
- 2017 — Грахов, Валерий Павлович
- 2021 — Губерт, Александр Викторович (и. о.)

## Факультеты
- Машиностроительный факультет
- Институт «Современные технологии машиностроения, автомобилестроения и металлургии»
- Приборостроительный факультет
- Институт «Цифровая экономика»
- Институт архитектуры и строительства имени В. А. Шумилова
- Факультет "Информационные технологии"
- Факультет «Математика и естественные науки»
- Институт энергетики и жилищно-коммунального хозяйства
- Институт физической культуры и спорта имени А. И. Тихонова четырёхкратного олимпийского чемпиона
- Институт международных образовательных программ
- Институт непрерывного профессионального образования
- Институт дополнительного профессионального образования
- Институт образовательных технологий

## Галерея
- Сквер около 2-го корпуса
- Экспозиция вооружений около 2-го корпуса
- Экспозиция вооружений около 2-го корпуса
- 6-й корпус
- Памятник М. Т. Калашникову около 1-го корпуса
- Памятник труженикам тыла около Дворца студентов «Интеграл»